# Мандарица
Мандарица или Мандрица (на турски: Ceylanköy, Джейланкьой) е село в Източна Тракия, Турция, Околия Люлебургас, Вилает Лозенград (Къркларели).

## История
При избухването на Балканската война в 1912 година един жител на Мандарица е доброволец в Македоно-одринското опълчение.

## Личности
Родени в Мандарица
- Христо Костадинов (1888 – ?), македоно-одрински опълченец, 3 рота на 10 прилепска дружина[2]